# ساوک رپیدز (مینه‌سوتا)
ساوک رپیدز (به انگلیسی: Sauk Rapids) شهری در شهرستان بنتون ایالت مینه‌سوتا در کشور ایالات متحده آمریکا است که جمعیت آن در سرشماری سال ۲۰۱۰ میلادی، ۱۲۷۷۳ نفر بوده‌است.